# Rejoso (Jogonalan)
Rejoso is een bestuurslaag in het regentschap Klaten van de provincie Midden-Java, Indonesië. Rejoso telt 2790 inwoners (volkstelling 2010).